# 张颖清
张颖清（1947年2月—2004年10月20日），生于内蒙古包头市，已故山东大学教授，中医研究者，全息生物学的创始人。其所创立的全息生物学，在中国科学界引起了极大的争议，并被主流科学界认定为伪科学。

## 创立全息生物学
张颖清在1980年代提出了全息胚理论，即“全息胚是作为生物体组成部分的、处于某个发育阶段的特化的胚胎，一个生物体是由处于不同发育阶段的、具有不同特化程度的多重全息胚组成的”，并创立了全息生物学。